# Notranji zajedavec
Notranji zajedavec ali endoparazit je zajedavec, ki živi v notranjosti gostitelja. Endoparaziti so organizmi, ki živijo v telesu gostitelja, mu znižujejo odpornost, lahko pa so tudi odgovorni za huda obolenja. Endoparaziti živijo v krvnih žilah, v notranjosti in na stenah črevesja, v žolčnih poteh ter v mišičnem in živčnem tkivu. Imajo odporno telo na prebavne sokove v črevesju; odporni so na proti protitelesa v gostiteljevi krvi; nekateri imajo tudi kaveljčke oz. pripomočke za prisesavanje in pritrjevanje na steno črevesja. Človek notranje zajedavce vnese z umazanimi rokami ali s premalo umito oziroma neustrezno pripravljeno hrano. Gostitelju odjedajo hrano, pijejo telesne, vitalne sokove ali uničujejo celice in organe oziroma uničujejo dele njegovega telesa. Na gostitelju se dobro prilagodijo, saj jim ta zagotavlja vir hrane. Endoparaziti se prenašajo iz živali na človeka in obratno, lahko pa tudi iz človeka na človeka. Nekateri paraziti živijo samo v določeni vrsti gostitelja, drugi za svoj razvoj potrebujejo več gostiteljev.
Parazitizem je ena najbolj razširjenih oblik vzdrževanja organizmov, kjer en partner škoduje drugemu.

## Predstavniki

### Praživali
(bičkarji, amebe, trosovci, migetalkarji)
So enocelične živali, ki živijo prosto v naravi, predvsem blizu vode. Širijo in prenašajo se s fekalno in okuženo vodo ter živili. Običajno se razmnožujejo nespolno (z delitvijo, brstenjem), možna je tudi menjava spolnega in nespolnega razmnoževanja. Praživali, ki parazitirajo v človeku, delimo na parazite telesnih votlin ( prebavni in urogenitalni trakt) in parazite krvi ter tkiv. Za te parazite je značilno, da se v gostitelja razmnožujejo, ter povzročajo bolezni, kot so: tripanosomoza, malarija (bolezni lahko povzročita smrt).

### Valjasti in ploski črvi
(gliste, trakulje, metljaji)
So večcelične živali, velike nekaj milimetrov do nekaj metrov, živijo prosto v naravi, lahko pa se prilagodijo na parazitski način življenja v ljudeh, živalih ali rastlinah. Pri ljudeh in živalih se  nahajajo v prebavnem traktu, drugih telesnih votlinah, organih oz. tkivih ali krvi. Znaki bolezni so različni in odvisni od števila parazitov, izločanja strupov ali povzročitve problematičnih reakcij.

## Posledice, ki jih povzročajo endoparaziti
Endoparaziti povzročajo naslednje bolezni oz. obolenja: malarija, hiranje, razjede na črevesju, drisko, obolenja vitalnih organov, mišic, zastrupitve krvi, živčna obolenja, depresijo, smrt itd.

## Zaščita pred endoparaziti
Zanesljive zaščite pred endoparaziti ni, se pa tveganja z okužbami zmanjšajo, če poskrbimo za preventivno zaščito (cepljenje), skrb za higieno, uživanje neoporečne hrane in vode, izogibanju tesnega stika s sluznicami hišnih ljubljenčkov itd.

## Širjenje endoparazitov
Parazitske bolezni se širijo in jih ni mogoče popolnoma zatreti. Na širjenje lahko vpliva gospodarska nerazvitost, slabe higienske razmere, pomanjkanje zdravil, številna potovanja ljudi v tropske in subtropske kraje, (pomanjkanje znanja o zaščiti pred zajedavci), vedno večja odpornost parazitov na zdravila in insekticide ter onesnaženo okolje (škodljive snovi iz okolja slabijo človekov imunski sistem, zaradi tega je človek bolj dovzeten na okužbe s paraziti).